# Kościół św. Anny w Błaszkach
Kościół świętej Anny – rzymskokatolicki kościół parafialny należący do dekanatu Błaszki diecezji kaliskiej.
Kamień węgielny pod świątynię został położony w dniu 26 października 1779 roku przez księdza Stanisława Kossowskiego. W 1789 roku świątynia została wybudowana, wymalowana i przygotowana do odprawiania nabożeństw. Kościół jest budowlą barokową, trzynawową, posiadającą wieżę o wysokości 46 metrów. W świątyni znajduje się sześć ołtarzy. W ołtarzu głównym znajduje się obraz św. Anny namalowany przez Józefa Balukiewicza w 1889 roku. Dwa boczne ołtarze, podobnie jak główny, są wykonane ze stiuku i dwa przenośne wykonane z drewna, reprezentują styl barokowy. Polichromia jest skromna, ale dobrze wygląda. W ozdobnych medalionach zostali wymalowani św. Wojciech, Arka Przymierza, św. Franciszka, herb pierwszego biskupa kaliskiego księdza Stanisława Napierały.
W prezbiterium jest umieszczony nagrobek generała Józefa Lipskiego, zmarłego w 1817 roku. Nagrobek został wykonany z marmuru w stylu klasycystycznym i jest ozdobiony herbem szlacheckim Grabie.